# 嘉善高级中学
嘉善高级中学是一所位于浙江省嘉兴市嘉善县的中学。

## 学校历史
嘉善高级中学（原名嘉善二中）创建于1926年9月，是嘉善县创办最早的一所中学。学校在1978年被浙江省人民政府确定为省级重点中学，1998年5月又被评定为浙江省一级重点中学，2015年被评为浙江省一级普通高中特色示范学校。2001年8月，学校整体搬迁至人民大道318号，并更名为嘉善高级中学。
学校现任校长李建良。

## 校训
诚正为公
诚正是教人立德，德者，讲求诚信、明晓礼仪、淡泊名利、看重操守；为公是教人立志，志者，胸襟开阔，勇于担当，服务人民，报效祖国，符合民族复兴的时代特征。

## 办学理念
向善崇高

## 知名校友
- 黄菊，国务院副总理。
- 沈天慧，中国科学院院士，上海交通大学教授。
- 张仲俊，中国科学院院士，上海交通大学教授。
- 袁硅荣，地质学家。
- 吴良芝，北京大学计算机专家。
- 南派三叔，作家。